# Martijn Spierenburg
Martijn Spierenburg, właśc. Martinus Johannes Everardus Spierenburg (ur. 30 stycznia 1975) – holenderski muzyk, były klawiszowiec  zespołu metalowego Within Temptation. Był także członkiem zespołów The Circle i Voyage.